# Merry A. Foresta
Merry A. Foresta (1949) es una fotógrafa estadounidense conocida principalmente por su trabajo en el ámbito del arte y la fotografía documental.

## Trayectoria Laboral
Merry A. Foresta es una fotógrafa cuya carrera ha abarcado tanto la fotografía como la curación de arte de fotografía. A lo largo de su trayectoria profesional se ha involucrado en proyectos que implican temas culturales, sociales y ambientales con un enfoque en el uso de la fotografía como medio de comunicación para expresar ideas complejas. Se ha especializado en varios géneros fotográficos destacando en fotografía documental y artística, explorando las relaciones entre naturaleza y humanidad.Merry A. Foresta ha sido asesora de universidades, museos y otras instituciones sobre colecciones y formas de fomentar la innovación. Además de haber trabajado para  la Universidad de Virginia, el Museo de Artes Fotográficas de San Diego y los Archivos Smithsonianos de Arte Americano.
En 1977 comenzó a trabajar en la Institución del Smithsonian donde en 1983 fue la primera Conservadora de Fotografía del museo. Posteriormente en 1992, ascendió a curadora principal de fotografía en la División de Museos de Arte Internacional del Smithsonian. Fue en el Smithsonian, donde creó una de las colecciones de fotografía estadounidense más importantes del mundo.
Entre 2000 y 2010 fue la Directora fundadora de la Smithsonian Photography Initiative, un programa dedicado a un mayor acceso y uso públicos de los medios fotográficos del Smithsonian además de montar la primera plataforma virtual de programas interactivos dedicados a la fotografía. 
Ha desarrollado exposiciones y proyectos que exploran temas de identidad, memoria y el impacto que tiene el humano en el medio ambiente.
En su trabajo de curación busca preservar y mostrar fotografías históricas y contemporáneas interesándose en el archivo fotográfico.
Es autora de numerosos ensayos y artículos para catálogos contribuyendo a su vez al mundo de la fotografía.

### Alguna de sus obras
- At First Sight: Photography and the Smithsonian (2002), con fotografías de las colecciones del Smithsonian.
- Photography Changes Everything, coeditado con Marvin Heiferman, fue publicado por Aperture en junio de 2012.
- Irving Penn: Beyond Beauty, con la obra de uno de los fotógrafos más célebres del siglo XX

## Premios y reconocimientos
En Estados Unidos su enfoque ha sido clave para evidenciar la importancia del archivo fotográfico en la historia cultural y visual de los Estados Unidos.